# 吉岡しげ美
吉岡 しげ美（よしおか しげみ、1949年9月11日 - ）は日本の音楽家（ピアノ弾き語り・作曲）である。東京都出身。

## 経歴
武蔵野音楽大学音楽教育学科声楽専攻卒業後、27歳で日本女子大学児童学科に学士入学、同大学院家政学研究科児童学専攻修士課程修了。のち、共栄学園短期大学児童福祉学科教授を経て、西武文理大学サービス経営学部福祉マネジメント学科教授、城西国際大学メディア学部客員教授を歴任。
1977年より与謝野晶子、茨木のり子、新川和江など日本の女性詩人の詩に曲をつけ、ピアノの弾き語りを始める。84年より金子みすゞの詩に、97年からは万葉集に曲をつけ、歌い始める。近年、「枕草子」「百人一首」にも曲をつけ歌う。出会った詩人30人以上、500曲以上の作品がある。国内はもとより、アメリカ各地、中国、フランス、ドイツ、モンゴル、ポーランド、フィリピン、韓国等でもコンサート活動を行う。また、作曲家として、NHK子供番組他、多くの番組に作品を提供し音楽を担当する。映画、ミュージカル、演劇の音楽担当でも活躍中。日本の女性詩人の詩や短歌に曲をつけ歌う活動は40周年を越え、現在も活躍中。

## 人物
活動は、アカデミックだが、本人は非常に明るく、元気で、自身のCD・著作はもとより、エッセーなどの執筆、テレビ、ラジオ出演も多数。
女性の詩に思いを託し、生命の輝きと平和へのメッセージを歌い続けている。

## ディスコグラフィー

### LP
- 女の詩（うた）そして現在（いま）（1980年）キングレコード
  - 詩:茨木のり子 高良留美子 新川和江、全10曲
- いとしいものたちよ（1983年）キングレコード
  - 詩:吉岡しげ美 高良留美子 小野寺悦子 与謝野晶子、全10曲
- 星だったのに、晶子。（1985年）キングレコード
  - 詩:与謝野晶子、全14曲 ※ナレーション:山口小夜子

### カセットテープ
- 星とたんぽぽ（1985年）JULA出版局
  - 詩:金子みすゞ 、全8曲
- 吉岡しげ美・アンソロジー（1989年）キングレコード
  - キングレコード時代の音源集。全15曲

### CD
- みだれ髪　短歌ルネッサンス 晶子を歌う（1993年）東芝EMI
- 金子みすゞの世界（1996年）東芝EMI
- We Live（1997年）日本教育通信連盟
- 花万葉（1998年）日本コロムビア
- うた詩集（2003年）APPカンパニー
- あのひと（2007年）フロンティアワークス
  - 詩:吉原幸子 金子みすゞ オリジナルカラオケ含む全4曲
- Solo〜茨木のり子さんに捧ぐ〜（2010年）Happy Box Disc
- いのち、咲き…枕草子（2010年10月8日）Happy Box Disc